# Hotel Europe
El Hotel Europe es un edificio histórico de seis plantas ubicado en 43 Powell Street, en el área Gastown de Vancouver, (Columbia Británica). El edificio fue encargado por el empresario hotelero Angelo Calori y construido entre 1908 y 1909 por el estudio arquitectónico Parr and Fee. Construido  en un solar triangular, el diseño del edificio está inspirado en el del edificio Flatiron. Fue la primera estructura de hormigón armado construida en Canadá y el hotel más antiguo a prueba de fuego en el Oeste de Canadá. Tuvieron que ser traídos contratistas de Cincinnati, Ohio, ya que tenían la experiencia necesaria. La compañía de construcción Ferro-Concrete comenzó este proyecto seis años después de la construcción del primer edificio de hormigón más alto del mundo.
Con la financiación de la Canada Mortgage and Housing Corporation, el edificio fue renovado en 1983 para ser convertido en un edificio de viviendas con A. Ingre and Associates como diseñadores del proyecto. Las viviendas residenciales están gestionadas ahora por the Affordable Housing Society. Antiguamente existía una cervecería debajo de la planta baja con dos escaleras subterráneas que se extendían por debajo de las aceras. Para evitar el derrumbe de las escaleras por el peso de los peatones y por el tráfico que circulaba por la calle, la ciudad de Vancouver tapó las escaleras con gravilla con un coste de 215.000 dólares, que presumiblemente se puede quitar en caso de una futura restauración.
El Hotel Europe fue uno de los lugares de rodaje de la película de terror, Al final de la escalera. En él, el edificio alberga la sociedad histórica de Seattle, pero el cartel del hotel se puede ver en la fachada lateral derecha del edificio en alguna toma. Algunas escenas fueron realizadas en la terraza de la azotea.